# أندريا ديل كاستانيو

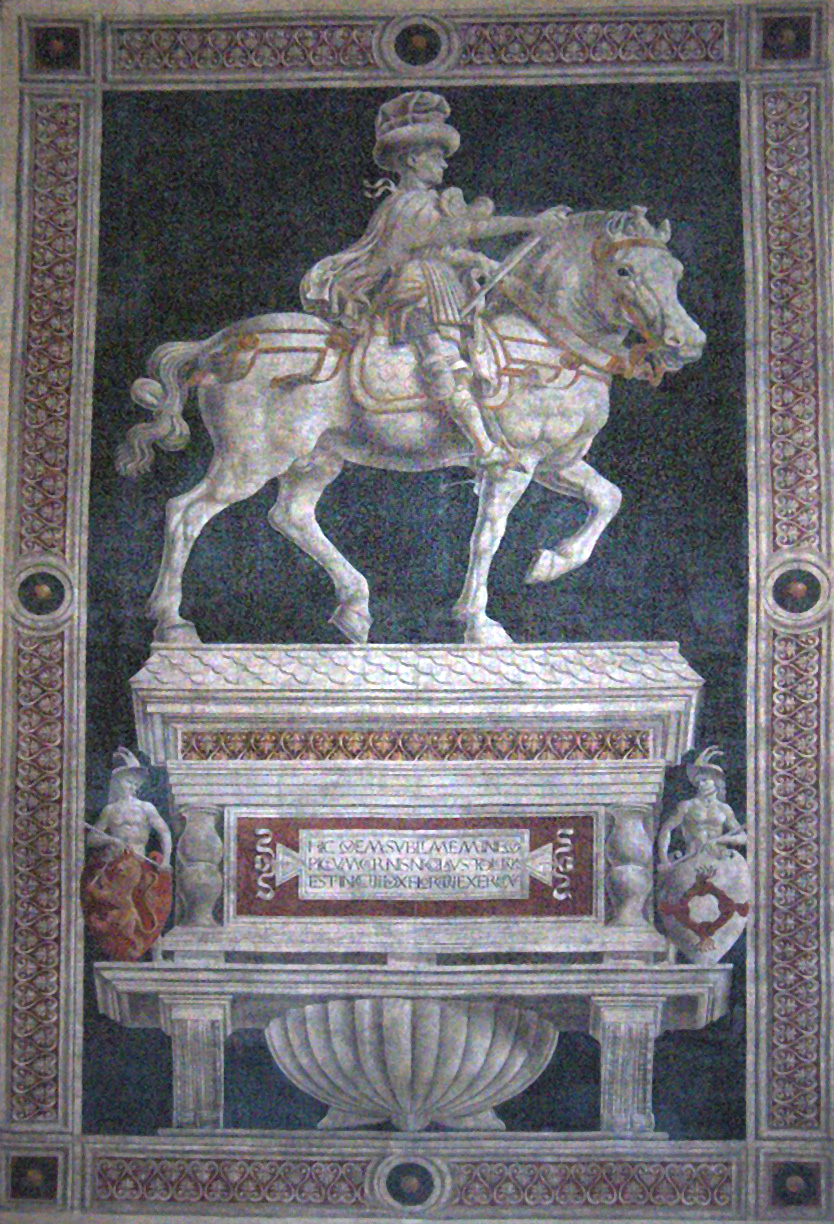
جدارية نيكولو دا تولينتينو (1456).

أندريا ديل كاستانيو (بالإيطالية: Andrea del Castagno)‏ أو أندريا دي دي بارتولو دي بارجيلا (تقريبًا 1419-1421 - أغسطس 1457) رسام إيطالي من مدينة فلورنسا، تأثر بصورة رئيسية بمازاتشو وبوندوني. تشمل أعماله الجدارية في سانت أبولونيا في فلورنسا والنصب الفروسي لنيكولو دا تولينتينو (1456) في كاتدرائية فلورنسا. أثر بدوره على مدرسة فيرارا لكوزمي تورا وفرانشيسكو ديل كوسا وإركولي دي روبيرتي.

## روابط خارجية
- أندريا ديل كاستانيو على موقع الموسوعة البريطانية (الإنجليزية)
- أندريا ديل كاستانيو على موقع إن إن دي بي (الإنجليزية)